# Luciano López Dávila
Luciano López Dávila fou un polític espanyol de finals del segle xix, nascut a Madrid. Fou imposat com a candidat oficial del Partit Conservador per al districte de Tortosa (tot i que mai no el va visitar) en comptes de Teodor Gonzàlez i Cabanne a les eleccions generals espanyoles de 1896.